# Lešany (district de Prostějov)
Pour les articles homonymes, voir Lešany.
Lešany (en allemand : Leschan) est une commune du district de Prostějov, dans la région d'Olomouc, en République tchèque. Sa population s'élevait à 374 habitants en 2023.

## Géographie
Lešany se trouve à 3 km au sud-ouest du centre de Kostelec na Hané, à 7 km à l'ouest-nord-ouest de Prostějov, à 20 km au sud-ouest d'Olomouc et à 197 km à l'est-sud-est de Prague.
La commune est limitée par Bílovice-Lutotín au nord et à l'est, par Mostkovice à l'est, par Ohrozim au sud, et par Zdětín à l'ouest.

## Histoire
La première mention écrite de la localité date de 1200.

## Transports
Par la route, Lešany se trouve à 3,2 km de Kostelec na Hané, à 9,5 km de Prostějov, à 24 km d'Olomouc et à 272 km de Prague.